# Diocesi di Alotau-Sideia
La diocesi di Alotau-Sideia (in latino Dioecesis Alotauna-Sideiana) è una sede della Chiesa cattolica in Papua Nuova Guinea suffraganea dell'arcidiocesi di Port Moresby. Nel 2023 contava 68.500 battezzati su 383.000 abitanti. La sede è vacante, in attesa che il vescovo eletto Jacek Piotr Tendej, C.M., ne prenda possesso.

## Territorio
La diocesi comprende la provincia della Baia di Milne in Papua Nuova Guinea.
Sede vescovile è la città di Alotau, dove si trova la cattedrale del Sacro Cuore di Gesù.
Il territorio è suddiviso in 20 parrocchie.

## Storia
La prefettura apostolica di Samarai fu eretta il 13 giugno 1946 con la bolla Quo in regionibus di papa Pio XII, ricavandone il territorio dal vicariato apostolico di Papuasia (oggi arcidiocesi di Port Moresby).
L'11 novembre 1956 la prefettura apostolica fu elevata a vicariato apostolico con la bolla Summo gaudio dello stesso papa Pio XII.
Il 15 novembre 1966 in forza della bolla Laeta incrementa di papa Paolo VI il vicariato apostolico fu elevato a diocesi e assunse il nome di diocesi di Sideia.
Il 28 aprile 1975 la diocesi ha assunto il nome attuale per effetto del decreto In Sideiana della Congregazione per l'evangelizzazione dei popoli.

## Cronotassi dei vescovi
Si omettono i periodi di sede vacante non superiori ai 2 anni o non storicamente accertati.
- Francis John Doyle, M.S.C. † (18 maggio 1951 - 7 marzo 1970 dimesso[1])
- Desmond Charles Moore, M.S.C. † (7 marzo 1970 - 25 giugno 2001 ritirato)
- Francesco Panfilo, S.D.B. (25 giugno 2001 - 18 marzo 2010 nominato arcivescovo coadiutore di Rabaul)
- Rolando Santos, C.M. (6 aprile 2011 - 7 luglio 2025 ritirato)
- Jacek Piotr Tendej, C.M., dal 7 luglio 2025

## Statistiche
La diocesi nel 2023 su una popolazione di 383.000 persone contava 68.500 battezzati, corrispondenti al 17,9% del totale.
| anno | popolazione | popolazione | popolazione | presbiteri | presbiteri | presbiteri | presbiteri                | diaconi | religiosi | religiosi | parrocchie |
| anno | battezzati  | totale      | %           | numero     | secolari   | regolari   | battezzati per presbitero | diaconi | uomini    | donne     | parrocchie |
| ---- | ----------- | ----------- | ----------- | ---------- | ---------- | ---------- | ------------------------- | ------- | --------- | --------- | ---------- |
| 1970 | ?           | 104.000     | ?           | 21         |            | 21         | 0                         |         | 37        | 22        | 10         |
| 1980 | 13.100      | 113.000     | 11,6        | 19         | 1          | 18         | 689                       |         | 27        | 24        |            |
| 1990 | 22.342      | 132.943     | 16,8        | 19         | 1          | 18         | 1.175                     |         | 28        | 39        | 30         |
| 1999 | 29.132      | 176.519     | 16,5        | 17         | 1          | 16         | 1.713                     | 1       | 24        | 32        | 22         |
| 2000 | 29.642      | 176.519     | 16,8        | 18         | 1          | 17         | 1.646                     |         | 26        | 34        | 21         |
| 2001 | 30.450      | 180.000     | 16,9        | 20         | 2          | 18         | 1.522                     | 1       | 31        | 28        | 21         |
| 2002 | 38.639      | 209.054     | 18,5        | 20         | 2          | 18         | 1.931                     | 1       | 28        | 36        | 22         |
| 2003 | 33.260      | 212.400     | 15,7        | 21         | 2          | 19         | 1.583                     | 1       | 29        | 36        | 22         |
| 2004 | 34.462      | 217.000     | 15,9        | 20         | 2          | 18         | 1.723                     | 1       | 26        | 35        | 14         |
| 2006 | 37.153      | 225.000     | 16,5        | 22         | 2          | 20         | 1.688                     | 1       | 25        | 40        | 16         |
| 2012 | 43.845      | 257.000     | 17,1        | 20         | 7          | 13         | 2.192                     | 1       | 18        | 38        | 17         |
| 2015 | 57.853      | 289.478     | 20,0        | 29         | 9          | 20         | 1.994                     | 1       | 22        | 36        | 18         |
| 2018 | 54.795      | 317.330     | 17,3        | 24         | 10         | 14         | 2.283                     | 1       | 17        | 33        | 19         |
| 2020 | 59.600      | 337.000     | 17,7        | 26         | 10         | 16         | 2.292                     | 1       | 19        | 31        | 20         |
| 2022 | 67.093      | 375.150     | 17,9        | 25         | 9          | 16         | 2.683                     |         | 20        | 26        | 20         |
| 2023 | 68.500      | 383.000     | 17,9        | 27         | 12         | 15         | 2.537                     | 1       | 18        | 31        | 20         |